# Babel
Babel je drama Alejandra Gonzáleza Iñárritua iz 2006., dobitnik Zlatnog globusa za najbolji film. Multi-narativna drama zaokružuje Iñárrituovu "trilogiju smrti", koja osim ovog filma uključuje filmove Pasja ljubav i 21 gram.
Babel govori o nekoliko priča koje se odvijaju u Maroku, Japanu, Meksiku i Sjedinjenim Državama. Bila je to međunarodna koprodukcija između produkcijskih kompanija sa sjedištima u Francuskoj, Meksiku i SAD-u. Film je premijerno prikazan na Filmskom festivalu u Cannesu, a kasnije je prikazan na Međunarodnom filmskom festivalu u Torontu i Zagreb Film Festivalu. U Americi se počeo prikazivati 10. listopada 2006. u nekoliko odabranih gradova, a 10. studenog i u cijeloj zemlji. 15. siječnja 2007. je osvojio Zlatni globus za najbolji dramski film. Nominiran je za sedam Oscara, uključujući najbolji film i najboljeg redatelja te dvije nominacije za najbolju sporednu glumicu i jednu za najbolji originalni glazbeni broj.

## Radnja
U zabačenoj pustinjskoj lokaciji u južnom Maroku, pastir Abdullah kupuje pušku i kutiju municije od svog sumještanina Hassana Ibrahima kako bi ubio šakale koji mu kolju koze. Abdullah daje pušku dvojici svojih sinova tinejdžera, Yussefu i Ahmedu, i pošalje ih da čuvaju stado. Hvalisajući se međusobno i sumnjajući u priču kako puška ima doseg od tri kilometra, odlučuju je iskušati, ciljajući prvo na stijene, a nakon toga na autobus na obližnjoj autocesti koji prevozi turiste sa Zapada. Yussefov metak pogađa autobus, teško ranivši Susan Jones (Cate Blanchett), Amerikanku iz San Diega koja putuje sa svojim mužem Richardom Jonesom (Brad Pitt) na odmoru. Dvojica dječaka shvate što se dogodilo i pobjegnu, sakrivši pušku te noći u brdima.
Isječci iz televizijskih vijesti otkrivaju kako američka vlada pucnjavu smatra terorističkim činom te vrši pritisak na marokansku vladu da uhvati krivce. Nakon što su otkrili da je dotična puška kod Hassana, marokanska policija na brzinu stiže pred njegovu kuću i počne grubo ispitivati njega i njegovu ženu sve dok on ne otkriva da mu je pušku dao jedan Japanac, a on je prodao Abdullahu. Dvojica dječaka ugledaju policiju na cesti i priznaju ocu što su učinili. (Oni u tom trenutku misle da je ranjena Amerikanka umrla). Trojica muškaraca pobjegnu od kuće, uzevši na putu pušku. Policija ga ih stjera u kut na kamenitom obronku i otvori vatru. Nakon što njegov brat biva pogođen u nogu, Yussef uzvrati vatru, pogodivši jednog policajca u rame. Policija nastavi pucati, pogodivši na kraju Yussefova brata u leđa. Otac počne očajavati, a Yussef se predaje i priznaje sve zločine, moleći milost za svoju obitelj i medicinsku pomoć za svog brata. Policija ga privodi. Sudbina obitelji ostaje neriješena.
Prva priča filma isprepletena je sa scenama s Richardom i Susan. Njih dvoje došli su na odmor u Maroko kako bi se udaljili od svakodnevnih briga i popravili pogoršano bračno stanje. Smrt njihova trećeg djeteta dojenčeta značajno je zategnuo odnose među njima dok pokušavaju komunicirati svoje frustracije, krivnju i odgovornost. Nakon što Susan biva pogođena u autobusu, Richard naređuje vozaču da ih odveze u najbliže selo s liječnikom (koje se u filmu zove Tazarine). Ona ondje prima prvu pomoć, tek toliko da se stabilizira. Ostali turisti neko vrijeme čekaju, ali nakon nekog vremena počinju zahtijevati da se pođe dalje, bojeći se vrućine i još važnije, zbog paranoje da će biti još napada neprijateljski raspoloženih mještana. Budući da Susan ne može putovati autobusom u svojem stanju, Richard počne preklinjati skupinu da pričeka hitnu službu. No, ambulantna kola ne dolaze, a autobus odlazi bez njih dok Richard telefonira. Par ostaje u selu zajedno s turističkim vodičem Anwarom čekajući prijevoz u bolnicu (uspjeli su kontaktirati američko veleposlanstvo koristeći seoski telefon). Političke nesuglasice između Amerike i Maroka sprječavaju dolazak pomoći, ali na kraju ipak stiže helikopter. Otkriva se da je se Susan nakon pet dana u bolnici oporavila te je poslana kući.
Istodobno, film govori o Chieko Wataya (Rinko Kikuchi), buntovnički raspoloženoj i gluhoj japanskoj tinejdžerici, traumatiziranoj nedavnim majčinim samoubojstvom. Ne podnosi oca, Yasujira Watayu (Koji Yakusho), i mladiće njezine dobi, te je seksualno frustrirana (njezino seksualno ponašanje može se objasniti kao pokušaj da se pridobije intimnost koja joj nedostaje). Počinje se ponašati izazovno i neuspješno pokuša zavesti svog zubara. Počinje joj se sviđati jedan od tinejdžera pa pred njim skida gaćice i pokazuje stidne dlačice i genitalije. Chieko nakon toga susreće dvojicu detektiva koji je počnu ispitivati o ocu. No, njoj se sviđa jedan od detektiva, Kenji Mamiya (Satoshi Nikaido). Poziva Mamiyu u stan koji dijeli s ocem. Pogrešno pretpostavljajući da detektivi istražuju očevu upletenost u samoubojstvo njene majke, ona objasni Mamiyu da joj je otac spavao kad joj je majka skočila s balkona te da da je to sama vidjela. Ispostavlja se da detektivi zapravo istražuju Yasujirov lovački izlet u Maroko. Yasujiro je strastveni lovac, a tijekom izleta u Maroku je darovao svoju pušku svojem vodiču, Hassanu, koji je na početku filma pušku prodao Abdullahu.
Ubrzo nakon toga, Chieko otkriva zašto je zapravo pozvala Mamiyu u svoj dom. Prilazi mu gola i pokuša ga zavesti. On se opire njezinim pokušajima, ali je utješi nakon što se ona rasplače. Prije odlaska, Chieko mu napiše poruku, pod uvjetom da je ne pročita dok ne ode. Odlazeći, detektiv susretne Yasujiroa i objasni mu situaciju s puškom. Yasujiro odvraća da je uistinu poklonio pušku te da to nema veze s crnim tržištem. Prije odlaska, Mamiya mu izrazi sućut zbog ženina samoubojstva. Yasujiro se zbuni na spomen "balkona" i uzrujano odgovori "Moja žena se upucala u glavu. Chieko je pronašla tijelo. Rekao sam to policiji više puta." Problem isprepletenih priča se ne rješava. Ipak, može se intepretirati da bi Chieko pokušala skočiti s balkona da je detektiv nije utješio. Ta pretpostavka se u dobroj mjeri potvrđuje kad se Chieko, još gola, nagne preko balkona u trenutku kad joj otac ulazi u stan.
Četvrta priča odvija se u dvjema Amerikama gdje Richardova i Susanina dadilja Meksikanka, Amelia (Adriana Barraza) čuva njihovo dvoje djece u njihovom domu u Kaliforniji. Zbog pucnjave ona je prisiljena brinuti se za djecu duže nego što je mislila. Kako ne uspijeva naći zamjenu, odlučuje ih povesti na vjenčanje svog sina u seosku zajednicu blizu Tijuane, Meksiko. Njezin nećak Santiago (Gael Garcia Bernal) ponudi da odveze nju i djecu na vjenčanje. Prelaze granicu bez većih poteškoća, a djeca se uskoro suočavaju s meksičkom kulturom i uličnim scenama. Svadbeni pir potraje do dugo u noć, ali umjesto da ostane s djecom u Meksiku, Amelia se odlučuje vratiti u SAD sa Santiagom. On je dobro popio, a granični službenici postaju sumnjičavi zbog njegova ponašanja. Amelia ima putovnice za sve četvero putnika, ali ne i pismo dopuštenja od roditelja da ih smije odvesti iz SAD-a. Pijani Santiago prelazi granicu. Ubrzo napušta Ameliu i djecu u pustinji, pokušavajući se riješiti policije (ne saznajemo njegovu sudbinu). Napušteni bez hrane i vode, Amelia i djeca su prisiljeni provesti noć u pustinji. Shvativši da će umrijeti ako ne pronađe pomoć, Amelia ostavlja djecu kako bi potražila nekoga, naredivši im da se ne miču s mjesta. Uspijeva pronaći američkog graničnog policajca. Nakon što ju je uhitio, ona i policajac polaze onamo gdje je ona ostavila djecu, ali ih ne pronalaze. Amelia je odvedena natrag na granicu, gdje joj priopćavaju da su djeca vraćena roditeljima i da Richard, iako bijesan, neće podizati tužbu. No, ona će biti deportirana iz SAD-a gdje je radila ilegalno. Ne pomažu joj ni protesti kako u Americi živi 16 godina te kako je se brinula za djecu otkad su se rodila. Pred kraj filma, publika vidi njezin susret sa sinom na meksičkoj strani prijelaza u Tijuani. Ona je još u crvenoj haljini koju je nosila na vjenčanju.

## Produkcija
Budžet filma od ukupno 25 milijuna dolara prikupljen je od niza različitih izvora i investitora okupljenih u Paramount Vantageu, koji je promijenio ime u Paramount Classics, dok im je Babel postao prvi film.
Redatelj Alejandro González Iñárritu je tvrdio kako su financije bile osigurane puno prije nego što su Brad Pitt i Cate Blanchett pristali nastupiti u filmu. Neki bolje upućeni tvrdili su kako je Paramount tražio produkciju koja će se natjecati za Oscare i Zlatne globuse.
Glumica Adriana Barraza, koja glumi Ameliu, dvaput je preživjela manji srčani udar. Bez obzira na to, tijekom snimanja u južno-kalifornijskoj pustinji dva dana je nosila glumicu Elle Fanning. Scene u pustinji snimale su se pet dana.

## Kontroverze oko autorstva
Nakon završetka snimanja filma, redatelj Alejandro González Iñárritu i scenarist Guillermo Arriaga su se posvađali oko prava na prethodni film, 21 gram. Arriaga je tvrdio kako je film suradnički medij te da su time i on i González Iñárritu autori filmova na kojima su radili zajedno. González Iñárritu je, s druge strane, tvrdio kako su ti filmovi njegova ostvarenja, umanjujući Arriaginu suradnju na filmovima. Na kraju je redatelj zabranio Arriagi prisustvovanje na premijeri filma na Filmskom festivalu u Cannesu 2006., što je naišlo na žestoke kritike.

## Glumci
Maroko
- Brad Pitt - Richard Jones
- Cate Blanchett - Susan Jones
- Mohamed Akhzam - Anwar
- Boubker Ait El Caid - Yussef
- Said Tarchani - Ahmed
- Mustapha Rachidi - Abdullah
- Abdelkader Bara - Hassan
- Wahiba Sahmi - Zohra
- Robert Fyfe - Turist br. 14

Meksiko/Sjedinjene Države
- Adriana Barraza - Amelia
- Gael García Bernal - Santiago
- Elle Fanning - Debbie Jones
- Nathan Gamble - Mike Jones
- Clifton Collins Jr. - Policajac na meksičkoj granici
- Michael Peña - Policajac John

Japan
- Rinko Kikuchi - Chieko Wataya
- Kōji Yakusho - Yasujiro Wataya
- Satoshi Nikaido - Detektiv Kenji Mamiya
- Yuko Murata - Mitsu
- Shigemitsu Ogi - Zubar kojeg Chieko pokušava zavesti

## Lokacije snimanja
- Ibaraki, Japan
- Shinjuku, Tokio, Japan
- El Carrizo, Meksiko[6]
- Sonora, Meksiko
- Tijuana, Baja California, Meksiko
- Ouarzazate, Maroko
- Taguenzalt, Maroko – Berbersko selo u brdima Atlaskog gorja.[6]
- San Diego, Kalifornija, SAD

## Zarada
Objavljen u sedam kina 27. listopada 2006., a nakon toga i u drugih 1251 10. studenog 2006. Babel je, prema podacima od 6. ožujka 2007., u Sjevernoj Americi zaradio 34,302,937 dolara, te 101,027,166 u ostatku svijeta, čime je ukupna zarada dosegla 135,330,003 dolara.
U usporedbi s drugim filmovima, Babel je nadmašio González Iñárrituov 21 gram u sjevernoameričkim kinima, kao i za 60 milijuna dolara u ostatku svijeta.
Box Office Mojo komentirao je kako je Babel isprva slabo primljen u Americi. Primijetili su kako je u Americi opalo zanimanje za političke filmove kao što su Babel, Syriana i Fatalna nesreća, unatoč nastupima najvećih zvijezda. "Drama u kojoj su nastupile mnoge filmske zvijezde uključujući Brada Pitta i Cate Blanchett prodala je manje karata nego drugi filmovi te vrste, kao što su Fatalna nesreća, Syriana, Brižni vrtlar i Magnolija.
Prema podacima od 6. ožujka 2007., sa zaradom od gotovo 114 milijuna dolara u cijelom svijetu, Babel je već nadmašio Fatalnu nesreću, Syrianu, Brižnog vrtlara i Magnoliju. Već je zaradio četiri puta više novca nego mu je iznosio budžet od 25 milijuna dolara.

## DVD
Babel je 20. veljače 2007. objavljen na DVD-u u Americi, a 21. svibnja i u Ujedinjenom Kraljevstvu. Jedini dodaci bili su kino-najava i razne druge najave za druge filmove.
Paramount je u srpnju 2007. najavio da će u rujnu iste godine objaviti dvostruko specijalno izdanje. Drugi disk uključuje 90-minutni film o snimanju.

## Nagrade i nominacije
| Nagrada                                      | Kategorija                                            | Pobjednik/Nominirani                              | Pobjeda |
| -------------------------------------------- | ----------------------------------------------------- | ------------------------------------------------- | ------- |
| Oscari                                       | Najbolji redatelj                                     | Alejandro González Iñárritu                       | Ne      |
| Oscari                                       | Najbolja montaža                                      | Douglas Crise Stephen Mirrione                    | Ne      |
| Oscari                                       | Najbolji film                                         |                                                   | Ne      |
| Oscari                                       | Najbolja originalna glazba                            | Gustavo Santaolalla                               | Da      |
| Oscari                                       | Najbolji originalni scenarij                          | Guillermo Arriaga                                 | Ne      |
| Oscari                                       | Najbolja sporedna glumica                             | Adriana Barraza                                   | Ne      |
| Oscari                                       | Najbolja sporedna glumica                             | Rinko Kikuchi                                     | Ne      |
| Organizacija filmskih kritičara Austina      | Najbolja sporedna glumica                             | Rinko Kikuchi                                     | Da      |
| BAFTA nagrade                                | Najbolja fotografija                                  | Rodrigo Prieto                                    | Ne      |
| BAFTA nagrade                                | Najbolji redatelj                                     | Alejandro González Iñárritu                       | Ne      |
| BAFTA nagrade                                | Najbolja montaža                                      | Douglas Crise Stephen Mirrione                    | Ne      |
| BAFTA nagrade                                | Najbolji film                                         |                                                   | Ne      |
| BAFTA nagrade                                | Najbolja glazba                                       | Gustavo Santaolalla                               | Da      |
| BAFTA nagrade                                | Najbolji originalni scenarij                          | Guillermo Arriaga                                 | Ne      |
| BAFTA nagrade                                | Najbolji zvuk                                         |                                                   | Ne      |
| Nagrade TV, radio i internetskih kritičara   | Najbolja glumačka postava                             | Najbolja glumačka postava                         | Ne      |
| Nagrade TV, radio i internetskih kritičara   | Najbolji skladatelj                                   | Gustavo Santaolalla                               | Ne      |
| Nagrade TV, radio i internetskih kritičara   | Najbolji film                                         |                                                   | Ne      |
| Nagrade TV, radio i internetskih kritičara   | Najbolji soundtrack                                   |                                                   | Ne      |
| Nagrade TV, radio i internetskih kritičara   | Najbolja sporedna glumica                             | Adriana Barraza                                   | Ne      |
| Nagrade TV, radio i internetskih kritičara   | Najbolja sporedna glumica                             | Rinko Kikuchi                                     | Ne      |
| Nagrade TV, radio i internetskih kritičara   | Najbolji scenarist                                    | Guillermo Arriaga                                 | Ne      |
| Filmski festival u Cannesu                   | Najbolji redatelj                                     | Alejandro González Iñárritu                       | Da      |
| Filmski festival u Cannesu                   | Nagrada žirija                                        |                                                   | Da      |
| Filmski festival u Cannesu                   | Tehnička nagrada                                      | Stephen Mirrione (za montažu)                     | Da      |
| Filmski festival u Cannesu                   | Zlatna palma (Najbolji film)                          | Zlatna palma (Najbolji film)                      | Ne      |
| Nagrade César                                | Najbolji strani film                                  | Alejandro González Iñárritu                       | Ne      |
| Organizacija filmskih kritičara Chicaga      | Najbolja fotografija                                  | Rodrigo Prieto                                    | Ne      |
| Organizacija filmskih kritičara Chicaga      | Najbolji redatelj                                     | Alejandro González Iñárritu                       | Ne      |
| Organizacija filmskih kritičara Chicaga      | Najbolji film                                         |                                                   | Ne      |
| Organizacija filmskih kritičara Chicaga      | Najbolja originalna glazba                            | Gustavo Santaolalla                               | Ne      |
| Organizacija filmskih kritičara Chicaga      | Najbolji novi glumac                                  | Rinko Kikuchi                                     | Ne      |
| Organizacija filmskih kritičara Chicaga      | Najbolji originalni scenarij                          | Guillermo Arriaga                                 | Ne      |
| Organizacija filmskih kritičara Chicaga      | Najbolji sporedni glumac                              | Brad Pitt                                         | Ne      |
| Organizacija filmskih kritičara Chicaga      | Najbolja sporedna glumica                             | Adriana Barraza                                   | Ne      |
| Organizacija filmskih kritičara Chicaga      | Najbolja sporedna glumica                             | Rinko Kikuchi                                     | Da      |
| Nagrade Ceha američkih redatelja             | Najbolji redatelj                                     | Alejandro González Iñárritu                       | Ne      |
| Zlatni globusi                               | Najbolji redatelj                                     | Alejandro González Iñárritu                       | Ne      |
| Zlatni globusi                               | Najbolji film – drama                                 | Najbolji film – drama                             | Da      |
| Zlatni globusi                               | Najbolja originalna glazba                            | Gustavo Santaolalla                               | Ne      |
| Zlatni globusi                               | Najbolji originalni scenarij                          | Guillermo Arriaga                                 | Ne      |
| Zlatni globusi                               | Najbolji sporedni glumac                              | Brad Pitt                                         | Ne      |
| Zlatni globusi                               | Najbolja sporedna glumica                             | Adriana Barraza                                   | Ne      |
| Zlatni globusi                               | Najbolja sporedna glumica                             | Rinko Kikuchi                                     | Ne      |
| Nagrade Image                                | Najbolji redatelj                                     | Alejandro González Iñárritu                       | Ne      |
| Nagrade filmskih montažera zvuka             | Najbolja montaža zvuka - film                         | Najbolja montaža zvuka - film                     | Ne      |
| Nagrade filmskih montažera zvuka             | Najbolja montaža zvuka za zvučne efekte - strani film |                                                   | Ne      |
| Nagrade Državnog kritičarskog savjeta        | Najbolja nova glumica                                 | Rinko Kikuchi                                     | Da      |
| Nagrade Društva internetskih kritičara       | Najbolja izvedba mladog glumca                        | Rinko Kikuchi                                     | Ne      |
| Nagrade Društva internetskih kritičara       | Najbolja fotografija                                  | Rodrigo Prieto                                    | Ne      |
| Nagrade Društva internetskih kritičara       | Najbolji redatelj                                     | Alejandro González Iñárritu                       | Ne      |
| Nagrade Društva internetskih kritičara       | Najbolja montaža                                      | Douglas Crise Stephen Mirrione                    | Ne      |
| Nagrade Društva internetskih kritičara       | Najbolji film                                         |                                                   | Ne      |
| Nagrade Društva internetskih kritičara       | Najbolja originalna glazba                            | Gustavo Santaolalla                               | Ne      |
| Nagrade Društva internetskih kritičara       | Najbolji originalni scenarij                          | Guillermo Arriaga                                 | Ne      |
| Nagrade Društva internetskih kritičara       | Najbolja sporedna glumica                             | Adriana Barraza                                   | Ne      |
| Nagrade Društva internetskih kritičara       | Najbolja sporedna glumica                             | Rinko Kikuchi                                     | Ne      |
| Nagrade Ceha filmskih producenata            | Producent godine                                      | Alejandro González Iñárritu Steve Golin Jon Kilik | Ne      |
| Nagrade Društva filmskih kritičara San Diega | Najbolja glumačka postava                             | Najbolja glumačka postava                         | Ne      |
| Nagrade Društva filmskih kritičara San Diega | Najbolja glazba                                       | Gustavo Santaolalla                               | Ne      |
| Nagrade Kritičarskog kruga San Francisca     | Najbolja sporedna glumica                             | Adriana Barraza                                   | Da      |
| Nagrade Sant Jordi                           | Najbolji strani film                                  | Alejandro González Iñárritu                       | Da      |
| Nagrade Satellite                            | Najbolji redatelj                                     | Alejandro González Iñárritu                       | Ne      |
| Nagrade Satellite                            | Najbolja montaža                                      | Stephen Mirrione Douglas Crise                    | Ne      |
| Nagrade Satellite                            | Najbolji film – drama                                 |                                                   | Ne      |
| Nagrade Satellite                            | Najbolja originalna glazba                            | Gustavo Santaolalla                               | Da      |
| Nagrade Satellite                            | Najbolji originalni scenarij                          | Guillermo Arriaga Alejandro González Iñárritu     | Ne      |
| Nagrade Satellite                            | Najbolji zvuk                                         |                                                   | Ne      |
| Nagrade Satellite                            | Najbolja sporedna glumac                              | Brad Pitt                                         | Ne      |
| Nagrade Satellite                            | Najbolja sporedna glumica                             | Rinko Kikuchi                                     | Ne      |
| Nagrade Ceha filmskih glumaca                | Najbolja glumačka postava                             | Najbolja glumačka postava                         | Ne      |
| Nagrade Ceha filmskih glumaca                | Najbolja sporedna glumica                             | Adriana Barraza                                   | Ne      |
| Nagrade Ceha filmskih glumaca                | Najbolja sporedna glumica                             | Rinko Kikuchi                                     | Ne      |
| Nagrade Ceha filmskih scenarista             | Najbolji originalni scenarij                          | Guillermo Arriaga                                 | Ne      |

## Vanjske poveznice
- Službena stranica
- Službeni trailer
- Stranica na japanskom
- Babel u internetskoj bazi filmova IMDb-a
- Babel na Rotten Tomatoes
- Scenarij filma na MovieScriptPlace.com  Arhivirana inačica izvorne stranice od 17. ožujka 2008. (Wayback Machine)
- Bilješke o produkciji